# Roliça
Roliça est une freguesia portugaise du district de Leiria située dans la sous-région de l’Ouest.
Avec une superficie de 5,68 km2 et une population de 2 744 habitants (2001), la paroisse possède une densité de 118,3 hab/km2.